# Electròfug
Un electròfug és una espècie química que surt d'un compost químic sense emportar-se la parella d'electrons de l'enllaç que tenia.
Per exemple hi ha electròfug a les reaccions de substitució electròfila aromàtica, com és el cas de la nitració del benzè pel catió {\displaystyle {\ce {NO2+}}} l'electròfug és el catió {\displaystyle {\ce {H+}}}.